# 国際私法
国際私法（こくさいしほう、ドイツ語：internationales Privatrecht、略称：IPR、フランス語：droit international privé、スペイン語：derecho internacional privado、英語：private international law）とは、渉外的私法関係に適用すべき私法（準拠法）を指定する法規範をいう。また、広義には、外人法、準国際私法および国際民事手続法を含む。
例えば、日本に居住する韓国人が米国ニューヨーク州内に不動産を残して死亡した場合、当該不動産の相続人としての資格を有する者を、日本法によって決めるべきか、韓国法によるべきか、ニューヨーク州法によるべきかを決定しなければならない。この場合、日本、韓国、ニューヨーク州のうち、どの国・地域（法域）の相続法によるべきかを決める法が、国際私法である。
法の抵触を解決する法であるとして、抵触法（Kollisionsrecht）ともいう。英米法では、後述の準国際私法をも含む概念として把握されることもあり、法の抵触（conflict of laws）と呼ばれることもある。

## 国際私法という名称
「国際私法」という名称は、ジョセフ・ストーリ（Joseph Story）がその著書である『法の抵触註解（Commentaries on the Conflict of Laws）』（1834年）において private international law という用語を使用したことに由来するとされ、ドイツ語の internationales Privatrecht もフランス語の droit international privé も同様と考えられている。
もっとも、この「国際私法」という名称は、国際法の一種というイメージがつきまとうこと、「抵触法」という名称は、（法律の効力が及ぶ範囲を問題とするのではなく、）問題となる私法的法律関係の本拠を探求するのが国際私法（抵触法）の役割とするのが現在の支配的な見解であることから、いずれの名称に対しても妥当性を欠くとの批判がされており、これらの名称に代わる用語も提唱されている。もっとも、名称の問題は単なる取決めとも言え、これらに代わりうるような有力な名称が提唱されているとは言い難い。

## 国際私法の性質
国際私法は、国家又は地域ごとに異なる法が妥当していることを前提に、問題となる私法的法律関係に直接規律される私法たる法（実質法）ではなく、いずれの国家又は地域の実質法を適用するかを決定する間接規範とされる。そして、渉外的私法関係においては、間接規範→実質法の適用というプロセスを経ること、単に国内の私法の適用範囲を定めるだけではなく、外国の私法の適用範囲をも定めることから、国際私法は、実質法を下位法とする上位法たる性質を有するとされている。
なお、間接規範という意味では、後述する人際法や、一つの国内で法律が改正されたときに新法と旧法のいずれを適用すべきかを決定する時際法なども間接規範性を有する。しかし、これらは一つの国内の実質法秩序内の問題であるとされ、国際私法とは異なり上位法たる性質を有しないと解するのが一般である。

## 法源
国際私法は、その名称から国際法の一種というイメージがつきまとい、現に国際法により国際私法の統一が図られてきたことも事実である。しかし、現在の国際私法の主たる法源は、国内法である。
日本が法廷地になる場合は、法の適用に関する通則法（平成18年法律第78号）の第3章「準拠法に関する通則」が成文法としての主たる法源となる。また、条約を国内法化したものとして、遺言の方式の準拠法に関する法律（昭和39年法律第100号）や扶養義務の準拠法に関する法律（昭和61年法律第84号）があり、手形法（昭和7年法律第20号）などにも国際私法に関する規定が含まれている。
また、英米法系の国では、他の法領域と同様に判例法が主たる法源になるし、大陸法系の国においても、実質法と異なり国際私法に関する規定には不備が多いこともあり、慣習法としての判例法が重要性を持つことが多く、特に、フランスでその傾向が顕著である。

## 準拠法決定のプロセス
国際私法により渉外的私法関係に適用すべきとされた実質法のことを準拠法という。以下、「夫A（甲国籍）と妻B（乙国籍）に離婚に伴う、AB間の子（乙国籍）の親権者の指定が日本の裁判所で問題になった場合」を例にして、準拠法決定のプロセスを説明する。（国際裁判管轄の問題については省略）

### 法律関係の性質決定
まず、問題となる法律関係について、国際私法上どのような単位法律関係に分類されるかを決める必要があり、これを法律関係の性質決定という。
本件においては、「離婚に伴う子の親権者の指定」という法律関係が、法の適用に関する通則法（以下、単に「通則法」という）27条にいう「離婚」の効力の問題と性質決定されるのか、通則法32条にいう「親子間の法律関係」と性質決定されるのかが、問題となる。ここでは、通説に従い「親子間の法律関係」と性質決定する。

### 連結点の確定
次に、性質決定された法律関係につき、準拠法を指定するに際しその媒介として利用される要素を特定する必要がある。そのような要素のことを連結点（連結素）という。
本件においては、妻Bの国籍と子の国籍が同一（乙国籍）であるため、通則法32条にいう「子の本国法が・・・母の本国法・・・と同一である場合」に該当し、子の国籍が連結点となる。

### 準拠法の特定
次に、連結点をもとに準拠法の特定作業が必要になるが、通常は連結点の確定の時点で準拠法が特定される。つまり、本件においては、子の国籍である乙国法に従って親権者の指定をすればよい。
しかし、乙国が地域により法を異にしている場合には、乙国のどこの地域の法を準拠法とすべきかが問題となり、この場合には、連結点の確定の他に準拠法の特定という作業が必要となる。本件において、乙国が地域により法を異にしている場合は、通則法38条3項にいう「当事者が地域により法を異にする国の国籍を有する場合」に該当するものとして、「その国の規則に従い指定される法（そのような規則がない場合にあっては、当事者に最も密接な関係がある地域の法）」を本国法とすることにより、準拠法が特定される。

### 準拠法の適用
以上の作業により適用すべき準拠法が特定される。ところが、外国法が準拠法とされた場合には、国内法を適用する場合と異なった問題が生じうる。
本件でいうと、連結点とされた子の国籍である乙国法では離婚制度を認めていない場合が考えられる。このような場合、離婚に伴う親権者の指定という法律問題も存在しないはずである。つまり、一種の法の欠缺の問題となり、どのような法を適用すべきかが問題となる。
また、離婚の際の親権者につき自動的に父（又は母）と指定する法制度を採用している国がある。仮に乙国が、自動的に父を親権者に指定する法制度を採用している場合、父親Aが親権者としての適性に欠けると評価される場合であっても、母親Bを親権者と指定することができない。このような場合には、乙国法の適用が通則法42条にいう「公の秩序又は善良の風俗に反するとき」に該当し、乙国法を適用しないとして解決すべきかが問題となる。
以上のようなプロセスを経て、適用すべき準拠法を決定し適用することになる。

## 国際私法と関連する概念、区別される概念

### 準国際私法
準国際私法とは、一つの国家内で異なる内容の法が施行されている場合において、適用すべき私法を指定する法のことをいう。一つの国家内で異なる内容の法が施行されている場合を不統一法国という。不統一法国には、地域的不統一法国と人的不統一法国とがある。
日本では一つの国家内には全国的に一つの私法が施行されているが、地域により異なった法が施行されている国もあり、これを地域的不統一法国とよぶ。例えば、アメリカ合衆国においては、それぞれの州が立法権を有しているため州により法律が異なるし、イギリスでも、イングランド及びウェールズ、スコットランド、北アイルランドなどで法の内容が異なる。
地域的不統一法国においては、同一国内でありながら異なる地域間の取引なので私法上の牴触を生じる場合があり、これを調整するのが準国際私法の役割となる。（一国内において、人種、民族、宗教などにより法律を異にする場合もあり、このような国を人的不統一法国と呼ぶところ、このような場合における牴触規則が準国際私法に含まれるかには見解の対立があるが、人際法の項目で説明する。）
一応、国際私法と区別される概念であるが、問題となる法律関係の解決方法は国際私法と類似の原則が妥当する。そのため、国際私法と準国際私法を区別しないこともある（アメリカ合衆国など）し、区別するとしても国際私法に関する規定を準国際私法に準用することが多い。したがって、実質法には分類されない。
日本国との平和条約発効前の日本においても、台湾や朝鮮半島が日本の領土とされた際に、内地・朝鮮・台湾などについて異なる法令が施行される事態が生じたため、共通法（大正7年法律第39号）が制定され、その2条2項において法例の規定を準用すること等により、異法地域間の法の抵触の解決を図ったことがある。
なお、国際私法は、歴史的に見るとヨーロッパにおいて主権国家内部で地域によって異なる法体系を有している地域相互間の問題と解決するための法規範として発生したが、その後主権国家内部で私法が統一されたため、国家間の私法問題を解決するための法規範として位置づけられるようになったという経緯がある。

### 人際法
一国内において、人種、民族、宗教などにより法律を異にする場合がある。例えば、イスラーム諸国、インド、イスラエルにおいては、ある人の属している宗教により、その人に適用される私法が異なる。また、アフリカ諸国（ナイジェリア、南アフリカなど）においては、ある人の属している部族により、その人に適用される私法が異なる。これらのように、人の属性により適用される私法を異にする場合に、法律の人的抵触を解決するための法律を人際法（人際私法）という。
国際私法は、地域により異なった内容の法律が施行されていることを前提として適用されるべき法を指定するものであり、人際法は、人により異なった内容の法律が適用されることを前提として適用されるべき法を指定するものであるため、両者は類似している。このことから人際法を準国際私法の一類型と考える見解がある。他方、国際私法は前述のように上位法としての性質を有するのに対し、人際法は一つの法域内の問題であり実質法の一部であることから、両者の性質は異なると解する見解もある。

### 国際民事手続法
渉外的私法関係においては、どこの国家又は地域の法律を適用すべきかという問題のほか、公的機関で解決する必要性が生じた場合にどこの国の裁判所が事件を審理すべきか（国際的裁判管轄権）、ある国の裁判所でなされた判決などにつき、別の国でどのような効力を有するか（外国裁判の承認）、国際司法共助などの問題がある。これらの問題を処理する法規範を国際民事手続法（国際民事訴訟法）という。
これらの問題は、法律の適用関係を問題とするわけではないので、狭義の国際私法には含まれないが、私法的法律関係の実効性を確保するための法規範であるため、関連する問題として扱われ、広義の国際私法に含まれるとする考え方もある。